# Scopula coangulata
Scopula coangulata là một loài bướm đêm trong họ Geometridae.